# Mulan 2
Mulan 2 är en amerikansk animerad långfilm från 2004 som släpptes direkt till video och en uppföljare till filmen Mulan Det är den fjortonde långfilmen skapad av Walt Disney Pictures. Filmen hade världspremiär den 3 november 2004.

## Engelska röster
- Ming-Na - Mulan
- Lea Salonga - Mulan (sånginsatser)
- B.D. Wong - Li Shang
- Donny Osmond - Li Shang (sånginsatser)
- Mark Moseley - Mushu
- Harvey Fierstein - Yao
- Gedde Watanabe - Ling
- Jerry Tondo - Chien Po
- Lucy Liu - Mei
- Sandra Oh - Ting Ting
- Lauren Tom - Su
- Freda Foh Shen - Fa Li
- Soon-Tek Oh - Fa Zhou
- Pat Morita - Kejsaren
- George Takei - Förfadern
- June Foray-Farmor
- Frank Welker - Cri-Kee

## Svenska röster
- Divina Sarkany-Prinsessan Mulan
- Rafael Edholm-Li Shang
- Papa Dee-Mushu
- Hasse Andersson-Yao
- Andreas Nilsson-Ling
- Ulf Larsson-Chien Po
- Ayla Kabaca-Mei
- Malin Berg-Ting Ting
- Anna Norberg-Ting Ting (Sång)
- Cecilia Milocco-Su
- Lizette Pålsson-Su (Sång)
- Monica Forsberg-Fa Li
- Gunnar Uddén-Fa Zhou
- Peter Hüttner-Kejsaren
- Johan Schinkler-Stamfadern
- Barbro "Lill-Babs" Svensson-Mormor

### Fotnoter
1. ↑  ”Mulan 2”. Disneyania. 2 mars 2004. http://www.d-zine.se/filmer/mulan2.htm. Läst 20 augusti 2016.